# Strophurus spinigerus
Espèce
Synonymes
- Diplodactylus spinigerus Gray, 1842
- Diplodactylus spinigerus inornatus Storr, 1988

Strophurus spinigerus est une espèce de geckos de la famille des Diplodactylidae.

## Répartition
Cette espèce est endémique du Sud de l'Australie-Occidentale.

## Liste des sous-espèces
Selon The Reptile Database (7 septembre 2012) :
- Strophurus spinigerus inornatus (Storr, 1988)
- Strophurus spinigerus spinigerus (Gray, 1842)

## Publications originales
- Gray, 1842 : Description of some hitherto unrecorded species of Australian reptiles and batrachians. Zoological Miscellany, vol. 2, p. 51-57 (texte intégral).
- Storr, 1988 : The subspecies of Diplodactylus spinigerus (Lacertilia: Gekkonidae). Records of the Western Australian Museum, vol. 14, no 1, p. 177-182 (texte intégral).